# Étreintes
Albums de La Bergère
Fi de l'eau
(2006)
Étreintes est le troisième album (studio) du trio folk La Bergère, sorti à l'hiver 2014.

## Enregistrement
À l'instar des deux premiers albums du trio, Étreintes a été enregistré (en 5 jours) à Liège en Belgique au studio Homerecords de Michel Van Achter.

## Liste des titres
Source:
1. Enceinte 2:42 (Trad. Adapt. E. Pariselle & S. Berger // Arr. E. Pariselle)
2. L'aurore du jour 2:48 (Trad. Arr. J. Biget)
3. Le galant noyé 3:00 (Trad. Arr. E. Pariselle & J. Biget)
4. La fille de parmi ces bois 3:13 (Trad. Arr. J. Biget)
5. Un jour, un jour 3:44 (Trad. Adapt. S. Berger // Arr J. Biget & E. Pariselle)
6. Mariniers de Loire 2:04 (Trad. Arr. S. Berger & F. Paris)
7. Sur les quais du Havre 3:38 (Trad. Adapt. S. Berger // Musique S. Berger / Arr. J. Biget)
8. Les métamorphoses 3:07 (Trad. Adapt. Jacques Mayoud // Mélodie Jacques Mayoud / Arr. J. Biget)
9. Le plaisir d'être à table 2:48 (Trad. Mélodie d'après Pauline Bac / Arr. J. Biget & E. Pariselle)
10. Grand maître de la nuit 4:00 (Chanson écrite et composée par Jacques Benhaïm (dit "Ben") (1995) / Arr. J. Biget)

## Personnel

### La Bergère
- Sylvie Berger : chant
- Julien Biget : guitare, bouzouki, claviers, chant
- Emmanuel Pariselle : accordéon diatonique, flûte, chant

### Musiciens invités
- Gilles Chabenat : vielle à roue
- Yannick Hardouin : basse